# Areh
Areh je turistični in izletniški kraj na  Pohorju s prostranimi smučišči in je s cesto povezan z Mariborom in Rušami. Na manjši planinski ravnini, ki se razprostira na višini okoli 1250 mnm stoji osrednji kulturni spomenik vzhodnega Pohorja, cerkev sv. Areha, po katerem je področje dobilo ime. V bližini sta Ruška koča in (propadajoči) Hotel Areh ter točka 0. reda državne mreže. 
Nedaleč stran je umetno jezero za zasneževanje smučišč ter disk golf park.
V bližini pa so tudi označene lokacije prikritih grobišč povojnih pobojev.
Makadamska cesta z Areha vodi do Stare glažute (7 km), kjer se razcepi priti Osankarici in Rušam.

## Galerija
- Notranjost cerkve
- Disk golf
- Smučišče
- Hotel Areh
- Umetno jezero
- Čudežni studenec
- Obeležje žrtvam povojnih pobojev
- Povojna grobišča, napis